# Буньодкор-2 (футбольний клуб)
Футбольний клуб «Буньодкор-2» (узб. Bunyodkor-2 professional futbol klubi) — узбецький футбольний клуб з Ташкента.

## Історія
Футбольний клуб «Буньодкор-2» було створено в 2009 році в місті Ташкент. Команда не може виступати у Вищій лізі, оскільки є фарм-клубом столичного Буньодкору. Головне завдання клубу — підготовка гравців для основної команди. Найкращим досягненням клубу є 13-те місце в Першій лізі Чемпіонату Узбекистану 2011 року.

## Досягнення
- Перша ліга:
  - 13-те місце (1): 2011

## Відомі тренери
- Дмитро Кім (2011–2013)
- Сергій Лущан (2013–2014)
- Вадим Шодиматов (2014–)